# Lepanthes unitrinervis
Lepanthes unitrinervis är en orkidéart som beskrevs av Germán Carnevali och Ivón Mercedes Ramírez Morillo. Lepanthes unitrinervis ingår i släktet Lepanthes och familjen orkidéer. Inga underarter finns listade i Catalogue of Life.